# Jamaica i olympiska sommarspelen 1952
Jamaica deltog med 8 deltagare vid de olympiska sommarspelen 1952 i Helsingfors. Totalt vann de två guldmedaljer och tre silvermedaljer.

## Medaljer

### Guld
- Arthur Wint, George Rhoden, Leslie Laing och Herb McKenley - Friidrott, 4 x 400 meter stafett.
- George Rhoden - Friidrott, 400m.

### Silver
- Arthur Wint - Friidrott, 800m.
- Herb McKenley - Friidrott, 400m.
- Herb McKenley - Friidrott, 100m.